# Ubi pus, ibi evacua
Ubi pus, ibi evacua è una locuzione latina, spesso citata in ambito medico, che significa «dove [c'è] pus, allora evacualo». Questo principio guida i medici nel trattamento delle raccolte di pus nel corpo, indicando la necessità di creare un'apertura per favorirne il drenaggio. 
Un esempio tipico è rappresentato dall'intervento di un otorinolaringoiatra in caso otite media cronica ricorrente nei bambini: si inserisce un tubo timpanostomico nel timpano per consentire il drenaggio del liquido in eccesso accumulato nell'orecchio medio. 
Gli antibiotici pur essendo essenziali, spesso non riescono a penetrare efficacemente in un ascesso a causa del pH basso presente al suo interno, che ne riduce l'efficacia. Il drenaggio, invece, consente di eliminare direttamente una grande quantità di batteri, facilitando notevolmente la risoluzione dell'infezione e il recupero del paziente.